# Gisela Splett
Gisela Splett (née le 20 janvier 1967 à Sindelfingen) est membre (Alliance 90 / Les Verts) de 2006 à 2016 du Landtag de Bade-Wurtemberg. De 2011 à mai 2016, elle est secrétaire d'État au ministère des transports et des infrastructures. Lorsque le cabinet Kretschmann II prend ses fonctions en mai 2016, elle rejoint le ministère des Finances de Bade-Wurtemberg en tant que secrétaire d'État.

## Biographie
Splett étudie la géoécologie à l'Université de Bayreuth de 1986 à 1991. Gisela Splett travaille ensuite pour l'Institut norvégien de recherche forestière. Gisela Splett vit à Karlsruhe depuis 1992. Elle est à l'Institut national pour la protection de l' environnement et le conseil régional fonctionne assistant de recherche de Karlsruhe. Elle fait son doctorat à l'Université de Karlsruhe .
Gisela Splett est mariée et a deux enfants.

## Carrière politique
Gisela Splett rejoint le parti Alliance 90/Les Verts en 1997. En 1999, elle est membre du conseil de l'arrondissement de Karlsruhe. La même année, elle est élue au conseil municipal de Karlsruhe et est devenue chef de groupe adjointe en 2000. De 2003 au printemps 2006, elle est chef de groupe du groupe des conseils municipaux verts à Karlsruhe. Elle est spécialiste du développement urbain, de l'administration / des finances et de la conservation de la nature.
En 2001, Splett est un candidat remplaçant aux élections nationales dans la circonscription de Karlsruhe II et candidat au Bundestag aux élections fédérales de 2002. De 2003 à 2006, elle est membre du conseil d'administration de GAR (Verts et Alternatives dans les Conseils de Bade-Wurtemberg).
Au sein du groupe parlementaire vert, elle représente la circonscription Karlsruhe I et est porte-parole de la politique environnementale et de développement de 2006 à 2011. Pendant ce temps, elle est également vice-présidente du comité de l'environnement et membre du Conseil du Rhin supérieur. Dans le domaine de la politique de développement, elle fait notamment campagne pour la relance du partenariat entre le Bade-Wurtemberg et le Burundi est-africain.
Lors de la campagne électorale de 2011, elle fait partie de l'équipe autour de Winfried Kretschmann. Le 12 mai 2011, elle a prêté serment en tant que secrétaire d'État au ministère des transports et des infrastructures avec droit de vote au sein du cabinet Kretschmann I. Sur le plan thématique, elle est responsable des domaines du contrôle du bruit et de la pollution et de l'impact environnemental de la circulation. Dans ce rôle, elle est également l'officier de protection contre le bruit du gouvernement de l'état vert-rouge. Lors de l'élection du Landtag de Bade-Wurtemberg en 2016, elle ne se présente pas comme candidate. Son successeur au Landtag pour sa circonscription est Bettina Lisbach. Le 12  mai 2016, elle prête serment en tant que secrétaire d'État au ministère des Finances .
En plus de l'écologie ou de la conservation de la nature elle s'implique également dans la politique locale et les transports.